# Salvador García Ruiz
Salvador García Ruiz (Madrid, Comunidad de Madrid, España, 1963) es un guionista y director de cine español.

## Biografía
Licenciado en Ciencias de la Información (Imagen y Sonido) por la Universidad Complutense de Madrid.

## Filmografía

### Guion
- Cachorro (2004), dirigida por Miguel Albaladejo.
- Territorio comanche (1997), dirigida por Gerardo Herrero.

### Dirección y guion
- Las voces de la noche (2003, basada en la novela de Natalia Ginzburg)
- El otro barrio (2000, basada en la novela de Elvira Lindo)
- 14 de abril. La República (2019, Director)

### Dirección
- Castillos de cartón (2009)
- Páginas de una historia, Mensaka (1997, basada en la novela de José Ángel Mañas)
- La Caza (2019)

## Premios y distinciones
Festival Internacional de Cine de San Sebastián
| Año  | Categoría                                   | Película       | Resultado |
| ---- | ------------------------------------------- | -------------- | --------- |
| 2000 | Premio Nuevos Directores - Mención especial | El otro barrio | Ganador   |

Medallas del Círculo de Escritores Cinematográficos
| Año  | Categoría            | Película              | Resultado |
| ---- | -------------------- | --------------------- | --------- |
| 2000 | Mejor guion adaptado | El otro barrio        | Ganador   |
| 2004 | Mejor guion adaptado | Las voces de la noche | Nominado  |